# Station Mouterij

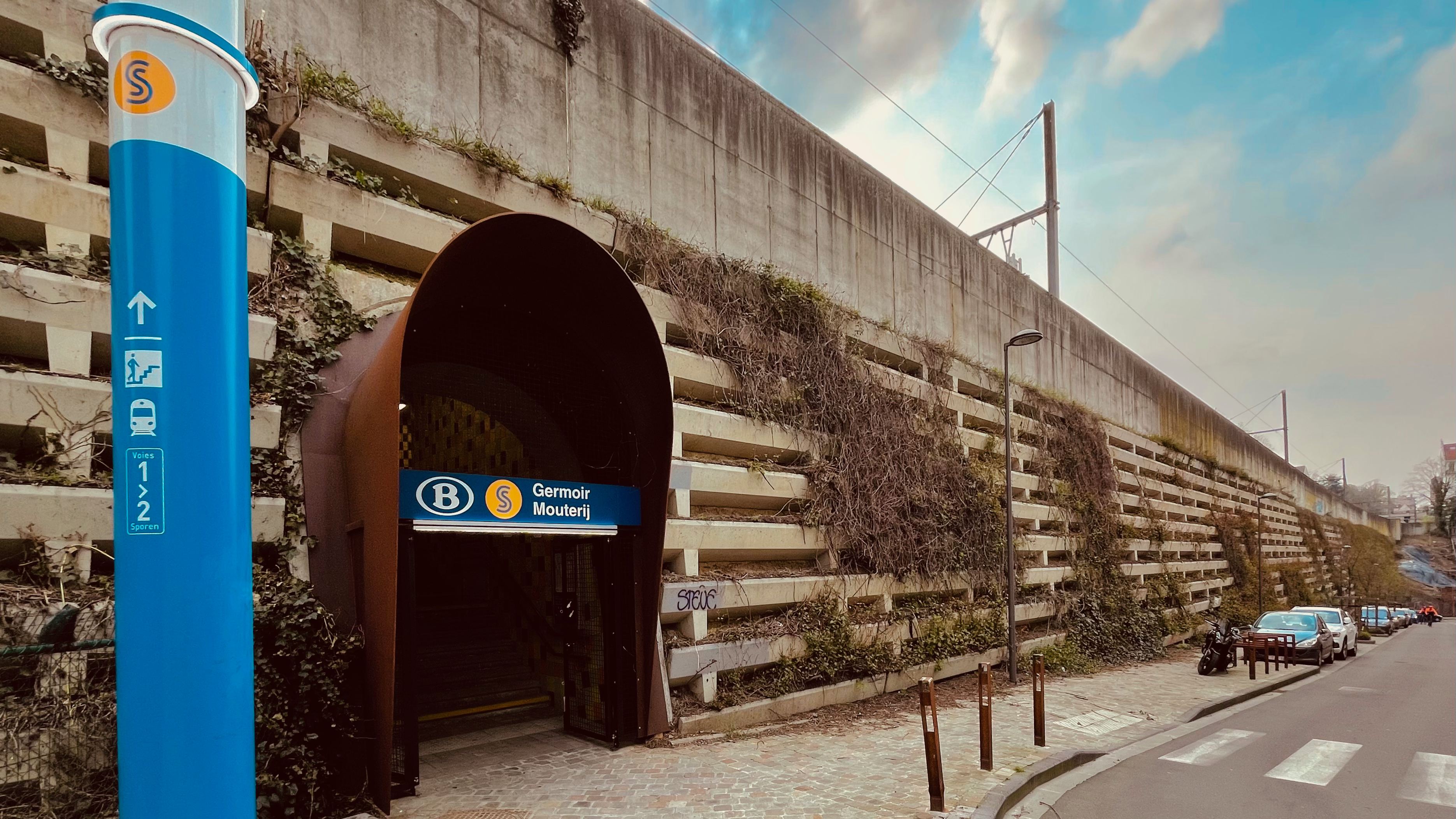
De ingang

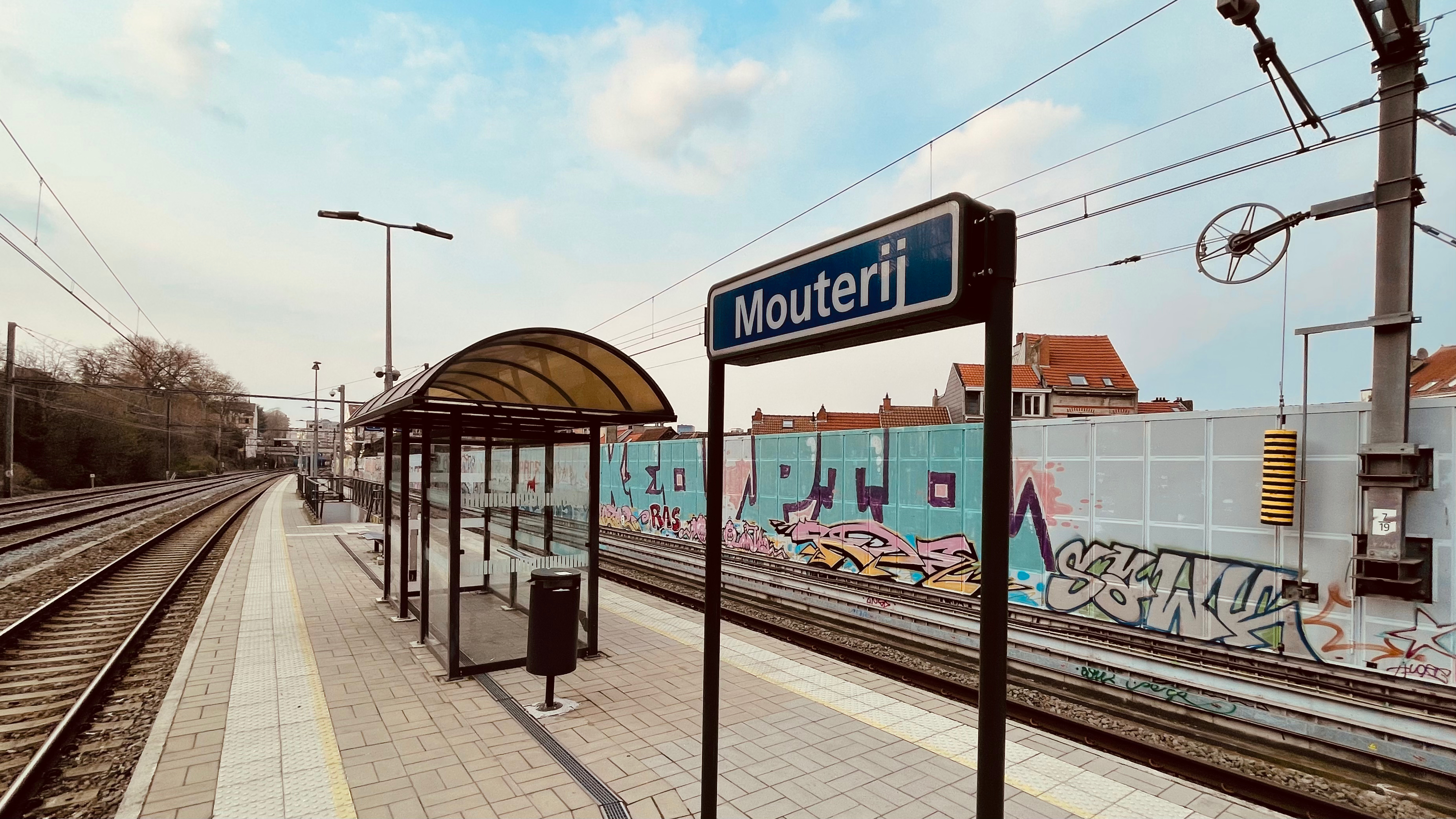
Naambord

Station Mouterij (Frans: Germoir) is een spoorweghalte langs spoorlijn 161 aan de Mouterijstraat in Elsene, Brussel (België). De spoorlijn vormt ter hoogte van het station de grens met de gemeente Etterbeek.
Het station bevindt zich nabij het Flageyplein en de Vijvers van Elsene.
De stopplaats is nieuw aangelegd in het kader van de uitvoering van het spoorwegproject Gewestelijk ExpresNet (GEN) in en rond Brussel. De opening van de halte vond plaats op 14 december 2015. De eigenlijke verwachting was dat het station al in 2012 open zou gaan. Echter door problemen met het GEN-project werd dit uitgesteld tot 2015. De ruwbouw was al sinds 2007 gereed.
Het station werd van bij de bouw voorzien van hoge perrons en een lift.

## Treindienst
| Serie | Treinsoort | Route                                                                                    | Bijzonderheden |
| ----- | ---------- | ---------------------------------------------------------------------------------------- | --- |
| S 5   | GEN (NMBS) | [ Geraardsbergen – ] Edingen – Halle – Mouterij – Brussel-Schuman – Vilvoorde – Mechelen | Rijdt in de spits van/naar Geraardsbergen. Rijdt in het weekend tussen Halle en Mechelen. Rijdt tijdens de vakantieperiode 1x/u enkel tussen Halle en Mechelen. |
| S 9   | GEN (NMBS) | Landen – Leuven – Brussel-Schuman – Mouterij – Nijvel                                    | Rijdt alleen op werkdagen. |

## Reizigerstellingen
De grafiek en tabel geven het gemiddeld aantal instappende reizigers weer op een week-, zater- en zondag.
| Tabel: aantal instappende reizigers station Mouterij | Tabel: aantal instappende reizigers station Mouterij | Tabel: aantal instappende reizigers station Mouterij | Tabel: aantal instappende reizigers station Mouterij |
|                                                      | Weekdag                                              | Zaterdag                                             | Zondag                                               |
| ---------------------------------------------------- | ---------------------------------------------------- | ---------------------------------------------------- | ---------------------------------------------------- |
| 2017                                                 | 315                                                  | -                                                    | -                                                    |
| 2018                                                 | 365                                                  | 41                                                   | 21                                                   |
| 2019                                                 | 406                                                  | 10                                                   | 4                                                    |
| 2020                                                 | 324                                                  | 53                                                   | 51                                                   |
| 2021                                                 | -                                                    | -                                                    | -                                                    |
| 2022                                                 | 430                                                  | 119                                                  | 73                                                   |
| 2023                                                 | 187                                                  | 82                                                   | 100                                                  |
| 2023                                                 | 247                                                  | -                                                    | -                                                    |